# Hipermagnesemia
La hipermagnesemia es un trastorno hidroelectrolítico en el que hay un nivel anormalmente elevado de magnesio en la sangre. Se debe habitualmente al exceso de este elemento en el cuerpo. Ocurre raramente, sólo en casos en los que el riñón no es del todo efectivo en excretar el exceso de magnesio. Por eso, ordinariamente sólo se desarrolla en personas con insuficiencia renal a las que le son administradas sales de magnesio o que toman drogas que contienen magnesio, como por ejemplo, antiácidos y laxantes.